# Lütjenburg
Lütjenburg (alnémetben Lüttenborg) város  Németországban, Schleswig-Holstein szövetségi tartományban.

## Fekvése
Plön város vonzáskörzetében. Plöntől északkeleti irányban 18 kilométerre, Kieltől 31 kilométerre keletre helyezkedik el.

## Története
Lütjenburgot a 12. században alapította Schleswig-Holstein akkori uradalma, miután elhódította a területet az azt korábban uraló szlávok egy csoportjától.

## Választások
A 2008-as helyhatósági választásokon a CDU (Kereszténydemokrata Unió) tíz, míg az SPD 19 mandátumot szerzett a városi tanácsban. A CDU színeiben induló Philipp Murmann, Bundestag-képviselő, aki Ploen-Neumuenster kerületet képviseli és 38,6%-os választási részaránnyal sikerült megnyernie a 2009-es parlamenti választásokat helyi ellenfele, Werner Kalinka (CDU) előtt.

## Gazdasága
Mivel a Balti-tengeri üdülőhelyhez, Hohwachthoz közel fekszik, ezért rengeteg turista keresi fel Lütjenburgot minden évben. A látogatók nemcsak a tengerpart közelsége, hanem a belvárosban található egy úgynevezett Bismarck-torony  miatt is szívesen látogatnak ide.
A Bundeswehr (a német hadsereg) 6. Légvédelmi Ezrede is itt van elhelyezve. A város legnagyobb munkáltatója a katonai bázis.
urista.

## Oktatás
Lütjenburgban egy általános iskola és három középiskola működik. A középfokú tanintézmények közül az egyik a tanulási nehézségekkel küzdő diákoknak biztosít szakszerű oktatást, miközben a másik kettő a magasabb oktatási színvonalat képviseli. Az iskolák külön érdekessége, hogy mindhárom intézmény azonos épületen belül található, mintegy oktatási központot képezve. Az Otto Mensing Schule ad esélyt a kevésbé jól tanuló gyermekek számára.

## Testvérvárosai
- Uljanovo (Kalinyingrádi terület Oroszországban)
- Rakvere (Észtország)
- Sternberg (Mecklenburg-Elő-Pomeránia)
- Bain-de-Bretagne (Franciaország)

## Fordítás
Ez a szócikk részben vagy egészben  a   Lütjenburg című angol Wikipédia-szócikk ezen változatának fordításán alapul.  Az eredeti cikk szerkesztőit annak laptörténete sorolja fel. Ez a jelzés csupán a megfogalmazás eredetét és a szerzői jogokat jelzi, nem szolgál a cikkben szereplő információk forrásmegjelöléseként.